# Yohimbe
Der Yohimbe (Corynanthe johimbe, Syn.: Pausinystalia johimbe) ist ein im tropischen Zentralafrika, Kamerun, Gabun und Kongogebiet, bis Nigeria, beheimateter Baum aus der Familie der Rötegewächse.

## Beschreibung
Pausinystalia johimbe wächst als immergrüner Baum und wird selten mehr als 30 Meter hoch. Der Stammdurchmesser erreicht etwa 50–60 Zentimeter. Brettwurzeln werden keine gebildet, aber der Stamm ist an der Basis geriffelt. Die relativ glatte Borke ist feinrissig bis leicht furchig und bräunlich.
Die einfachen, kurz gestielten und kahlen, ledrigen Laubblätter sind zu dreien in Wirteln angeordnet. Der sehr kurze Blattstiel ist bis 5–8 Millimeter lang. Die ganzrandigen Blätter sind verkehrt-eiförmig, -eilanzettlich oder spatelförmig, an der Spitze sind sie rundspitzig bis bespitzt, spitz. Sie sind 13–47 Zentimeter lang und 5–18 Zentimeter breit, die Blattbasis ist keil- bis leicht herzförmig. Die Nebenblätter sind abfallend.
Es werden end- oder achselständige, größere und kahle Rispen mit einem dreirippigen Stiel gebildet. Die meist fast sitzenden Blüten sind in kompakten Gruppen am Ende der Seitenäste angeordnet. Die zwittrigen und duftenden, sehr kleinen Blüten sind meist fünfzählig mit doppelter Blütenhülle. Sie sind erst weiß dann gelb und zuletzt rötlich bis violett. Der kleine, behaarte Kelch ist kurz becherförmig mit minimalen Zähnchen oder Läppchen. Die Krone ist verwachsen, mit einer innen haarigen, basal verengten und oberseits becherförmig aufgeweiteten, etwa 2–3 Millimeter langen Kronröhre, die kurzen, gezähnten Kronlappen sind aufrecht, mit einem langen, 2–2,5 Zentimeter langen und linealischen, fädigen Anhängsel. Die Staubblätter sind sitzend, unten in der Kronröhre angeheftet. Der zwei- bis dreikammerige Fruchtknoten ist unterständig mit kurzem, eingeschlossenen Griffel mit einer zweilappigen Narbe. Es ist ein kleiner Diskus vorhanden.
Es werden kleine, vielsamige, etwa bis 16 Millimeter lange, verkehrt-eiförmige bis längliche, septizide, braune Kapselfrüchte gebildet, die sich vierteilig öffnen. Die kleinen, etwa 8–12 Millimeter langen, flachen und einseitig geflügelten Samen besitzen einen dünnen, häutigen Flügel.

## Taxonomie
Die Erstbeschreibung des Basionyms Corynanthe johimbe erfolgte 1901 durch Karl Moritz Schumann in Notizbl. Bot. Gart. Berlin-Dahlem 3: 94. Die Umteilung in die Gattung Pausinystalia zu Pausinystalia johimbe erfolgte 1906 durch Lucien Baille nach Jean Baptiste Louis Pierre in Actes Soc. Linn. Bordeaux 61: 130. Pausinystalia johimbe (K.Schum.) Pierre ex Baille war lange der akzeptierte Artnamen, aber 2014 wurde in einer Revision das Ganze neu eingeteilt und das Basionym Corynanthe johimbe K.Schum. wieder als akzeptierter Artnamen eingesetzt. Ein weiteres Synonym ist Pausinystalia zenkeri W.Brandt.

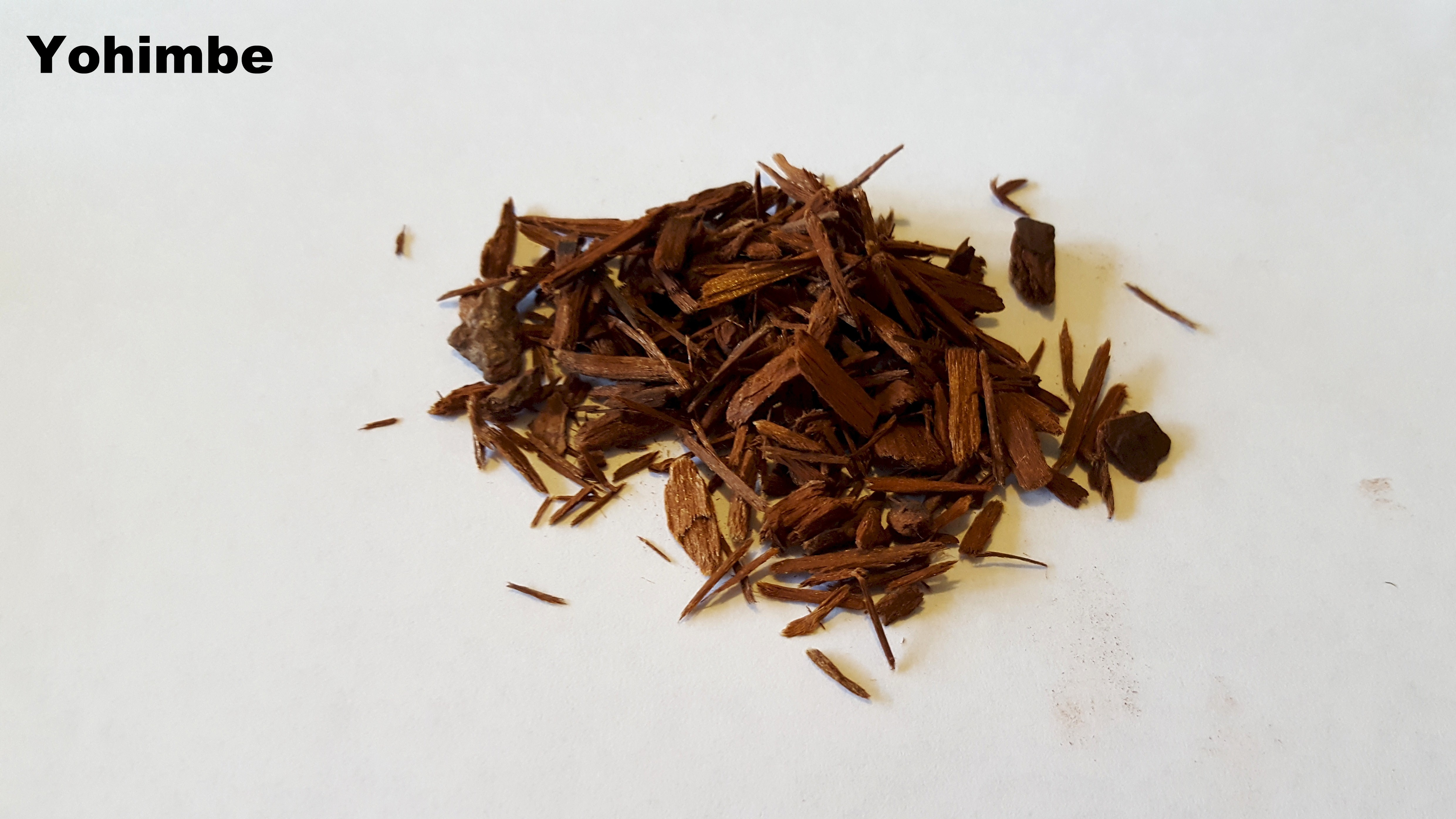
Yohimbérinde

## Yohimberinde
Auszüge aus der graubraunen bis rötlichbraunen Rinde von Stamm und Ästen des Baums (Yohimberinde, Yohimbe cortex, oder Yohimbeherinde, Yohimbehe cortex) werden volksheilkundlich als Aphrodisiakum verwendet.
Als Ersatz für Yohimberinde findet auch die Rinde anderer Corynanthe-Arten Verwendung. Sie enthalten ebenfalls Alkaloide aus der Yohimbin-Gruppe. Am bekanntesten ist die Rinde von Corynanthe pachyceras, die im Apothekenhandel als „Pseudocinchonae africanae cortex“ bezeichnet wird.

### Inhaltsstoffe

Strukturformel von Yohimbin

Yohimberinde enthält 0,5 bis 1,5 % Gesamtalkaloide, hauptsächlich Yohimbin. Die übrigen sind im Wesentlichen strukturverwandte Substanzen wie etwa α-Yohimbin und β-Yohimbin, die sich vom Yohimbin in der cis-trans-Konfiguration unterscheiden.
Die aphrodisierende Wirkung des Yohimbins soll einerseits auf die Blockade von α2-Adrenozeptoren in peripheren Blutgefäßen und andererseits auf die Blockade von α2-Adrenozeptoren im Zentralnervensystem zurückzuführen sein. Daraus soll eine erhöhte Durchblutung in den männlichen Geschlechtsorganen resultieren, im Gehirn fördert Noradrenalin die Wachheit und Reaktionsfähigkeit und damit die sexuelle Bereitschaft. Außerdem erweitert das freigesetzte Noradrenalin die Arterien im Genitalbereich und verbessert die Durchblutung. Yohimbin selbst soll zusätzlich die Venen im Penis verengen und den vorzeitigen Blutabfluss aus den Schwellkörpern verhindern. Ferner wirkt Yohimbin auf Serotonin-(5-HT)-Rezeptoren. Yohimbin wird in höheren Dosen eine psychoaktive Wirkung nachgesagt.
Wirkstoffe vom Typ der Yohimbinalkaloide wurden auch in anderen Pflanzen nachgewiesen, ferner in der Rinde des weißen Quebracho blanco, der Rinde verschiedener Alstonia-Baum-Arten, untergeordnet in der Schlangenwurz (Rauvolfia) und anderen.

### Ethnomedizinische Verwendung
Die indigene Bevölkerung Zentralafrikas setzen Auszüge der Yohimberinde seit langem als Aphrodisiakum und Potenzmittel ein. Einerseits soll es den Geschlechtstrieb verstärken, andererseits gegen organisch verursachte Erektionsstörungen wirken.
Die Massai benutzen Yohimbe bei ihren Initiationsriten. Dabei werden Yohimbe-Rinde und Wurzelstücke einer Acokanthera-Art in frischem Rinderblut gekocht. Nach der Einnahme kommt es zu epilepsieartigen Starrkrämpfen. Zudem durchleben die Konsumenten grauenvolle Horrorvisionen und Angstzustände, was gelegentlich zu Selbstverletzungen, Amokläufen und Todesfällen führt.

### Verwendung in der westlichen Medizin
Yohimberinde wird als Ausgangsstoff für die industrielle Gewinnung des Arzneistoffes Yohimbin verwendet. Yohimbinhaltige Tabletten werden zur Behandlung von Erektionsstörungen verwendet, bis in die 1980er Jahre wurde auch Bluthochdruck mit Yohimbin behandelt.
Die für den Inhaltsstoff Yohimbin festgestellten Effekte auf die Potenz sind jedoch nicht für die Anwendung von Yohimberinde bzw. deren Zubereitungen beschrieben worden und können somit nicht übertragen werden. Yohimberinde ist als lose Teedroge in Apotheken erhältlich. Die früher in Deutschland käuflichen Fertigarzneimittel mit Extrakten der Yohimberinde (Sexanorma N, Tonaton N und andere) zur Potenzsteigerung hingegen gibt es nicht mehr im Markt; die Kommission E hat für Yohimberinde eine Negativmonografie ausgestellt aufgrund der unzureichend belegten Wirksamkeit und des nicht abschätzbaren Nutzen-Risiko-Verhältnisses. In den USA sind pharmazeutische Extrakte aus der Yohimberinde, auch in Kombination mit anderen Pflanzenauszügen, frei verkäuflich und werden in Health Food Stores angeboten.

### Nebenwirkungen
Eine Reihe unerwünschter Wirkungen wurde nach der Anwendung von Yohimbin beobachtet: Zittern, Unruhe, Herzrasen, Schlafstörungen, Blutdruckstörungen und Schwindel sowie Übelkeit und starker Speichelfluss. Besondere Vorsicht ist in Kombination mit Coffein geboten, da dieses die anregende Wirkung der Yohimbe-Inhaltsstoffe verstärken kann.

### Lebensmittel
Yohimberinde und Zubereitungen daraus, die aus Yohimbe (Pausinystalia yohimbe (K. Schum) Pierre ex Beille) gewonnen werden, sind nach Anhang III Teil A VO (EG) Nr. 1925/2006 in der EU in Lebensmitteln verboten.